# Parshādepur
Parshādepur är en ort i Indien.   Den ligger i distriktet Rāe Bareli och delstaten Uttar Pradesh, i den centrala delen av landet, 500 km sydost om huvudstaden New Delhi. Parshādepur ligger 112 meter över havet och antalet invånare är 10 690.
Terrängen runt Parshādepur är mycket platt. Runt Parshādepur är det tätbefolkat, med 286 invånare per kvadratkilometer. Närmaste större samhälle är Salon, 6,3 km sydväst om Parshādepur. Trakten runt Parshādepur består till största delen av jordbruksmark.